# Artemisszió Alapítvány
Az Artemisszió Alapítvány 1998 óta nonprofit közhasznú szervezetként működik. Az Alapítvány fiatal kulturális antropológusok kezdeményezéseként jött létre, akik elméleti tudásukat és tudományos kutatási eredményeiket a társadalmi és egyéni fejlődés, és a nyitott gondolkodás kialakításának szolgálatába kívánják állítani. Az Alapítvány az interkulturális kommunikáció elméletének és gyakorlati alkalmazásának kutatása, terjesztése és felhasználása révén törekszik megvalósítani céljait.
Az Artemisszió Alapítvány céljai:
- a különböző kulturális, etnikai és társadalmi csoportok közötti párbeszéd és közeledés erősítése, a kölcsönös megértés elősegítése,
- a hátrányos helyzetű csoportok társadalmi integrációjának támogatása,
- a nemzetközi kulturális és tudományos kapcsolatok erősítése,
- interkulturális képzési programok, képzési anyagok és módszertan kifejlesztése és terjesztése.

Az Alapítvány küldetése, hogy a társadalom minél szélesebb rétegei számára lehetőséget biztosítson olyan tevékenységekben való részvételre, illetve olyan készségek elsajátítására, amelyek erősítik az emberek közötti kapcsolatokat, javítják a kommunikációs és konfliktuskezelési készségeket, hozzájárulnak a tolerancia, a kölcsönös megértés és az együttműködés kialakulásához. 
Az Alapítvány kiemelten fontosnak tartja a szociálisan hátrányos helyzetű csoportok - munkanélküliek, kistelepüléseken élők, romák, bevándorlók - bevonását, esélyegyenlőségük növelését és a kirekesztés elleni küzdelmet.